# Cormobates
A Cormobates a madarak osztályának verébalakúak (Passeriformes) rendjébe és az ausztrálfakusz-félék (Climacteridae) családjába tartozó nem.

## Rendszerezésük
A nemet Gregory Macalister Mathews írta le 1922-ben, jelenleg az alábbi 2 faj tartozik ide:
- pápua földifakusz (Cormobates placens)
- fehértorkú földifakusz (Cormobates leucophaea)

## Előfordulásuk
Az egyik faj Új-Guinea szigetén, a másik Ausztrália keleti részén honos. A természetes élőhelyük szubtrópusi és trópusi esőerdők, száraz erdők és mérsékelt övi erdők, valamint száraz szavannák. Állandó, nem vonuló fajok.

## Megjelenésük
Testhosszuk 14–16,5 centiméter közötti.